# 개발 지옥
개발 지옥(開發地獄, development hell), 개발 연옥(開發煉獄, development purgatory) 및 개발 부진(開發不振, development limbo)은 대중 매체 및 소프트웨어 산업에서 한 프로젝트, 아이디어 및 컨셉의 개발 기간이 평균을 상회할 경우를 가리키는 특수용어이다. 개발 지옥에 빠진 프로젝트들은 대개 디자인 단계에서 야심한 목표를 설정하고 이를 달성하기 위해 출시일을 연기할 경우 발생하며, 개발 중 제작진, 게임 엔진 및 회사가 교체되기도 한다.

## 개요

### 비디오 게임
비디오 게임 개발은 개발 스튜디오 교체, 수 차례의 게임 제작 초기화, 게임 개발 소프트웨어상 문제 등으로 연 단위로 개발완료가 연기되는 일이 발생할 수 있다.

## 같이 보기
- 베이퍼웨어